# RDF

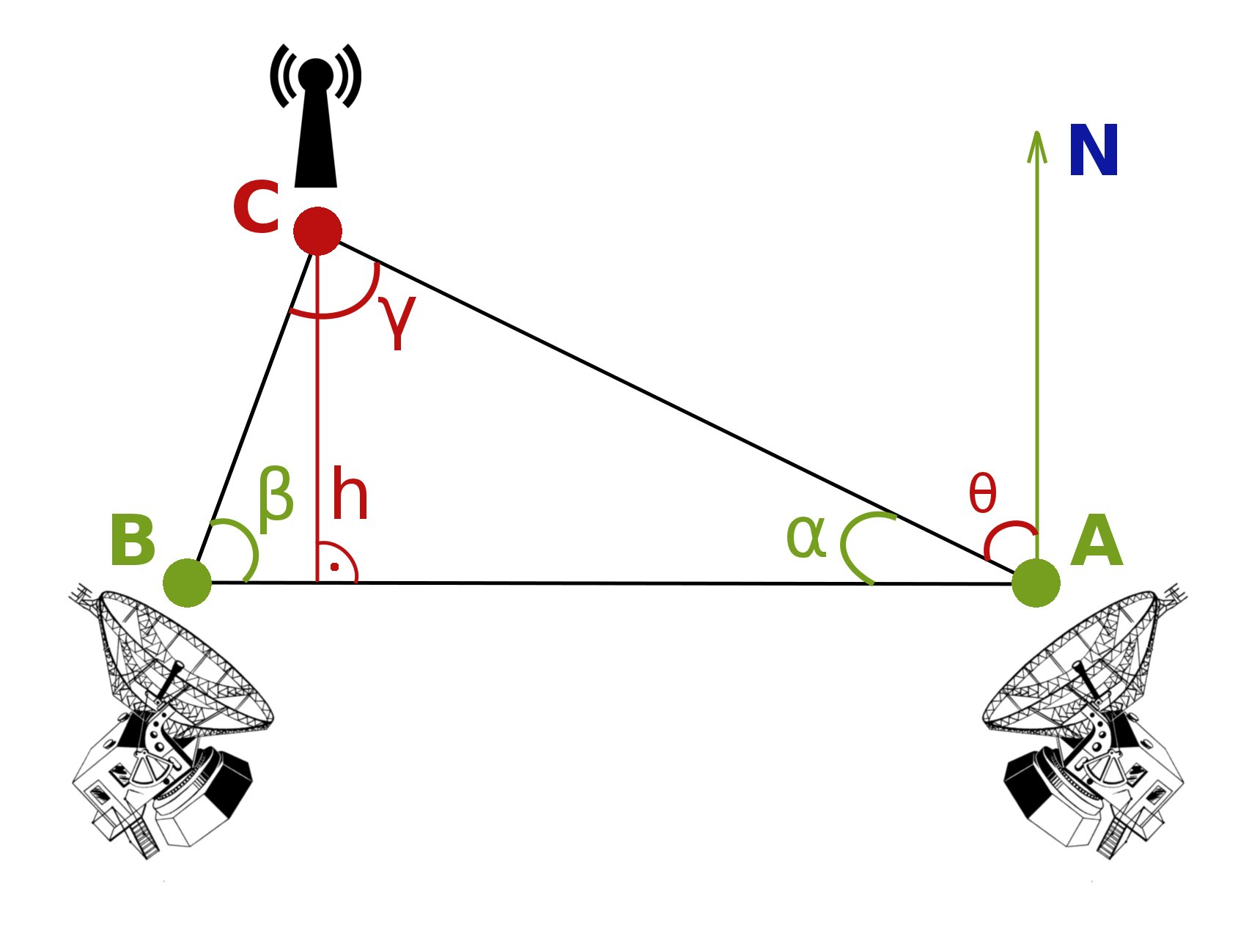
Radiotrangulació.

 RDF , és un acrònim de l'anglès " Ràdio Direction Finding ", "Cerca de direcció per ràdio", és l'original denominació que la  RAF  i el seu Consell Aeronàutic per a la Recerca i Desenvolupament establir per a denominar un sistema de detecció electrònica de llarg abast, més tard anomenat  radar  ( ra  dio  d  etection  a  nd  r  anging).
Un dels seus majors desenvolupadors, i amo de la patent des 1935, va ser Robert Watson-Watt i el seu ús, encara que no exclusiu, per al Comandament de Caces de la RAF en la batalla d'Anglaterra, va ser una de les seves primeres aplicacions útils i amb cert èxit fins a aquesta data. Fins a la seva posada en funcionament en la RAF, l'ulterior radar no passava encara de mers experiments.
També és un acrònim de l'anglès " Resource Description Framework ", "Marc de descripció de recursos", serveix per a definir metadades per a la web i ha estat desenvolupat per la W3C